# Bobby Cohen
Bobby Cohen ist ein US-amerikanischer Filmproduzent und seit Juni 2016 Co-Präsident für Produktion bei Lions Gate Entertainment.

## Filmografie (Auswahl)
Executive Producer
- 1998: Studio 54
- 1998: Rounders
- 1999: Gottes Werk & Teufels Beitrag (The Cider House Rules)
- 2000: Den Einen oder Keinen (Down to You)
- 2005: Verliebt in eine Hexe (Bewitched)
- 2005: Jarhead – Willkommen im Dreck (Jarhead)
- 2005: Die Geisha (Memoirs of a Geisha)
- 2006: Die Chaoscamper (RV)
- 2008: Vielleicht, vielleicht auch nicht (Definitely, Maybe)
- 2011: Cowboys & Aliens

Filmproduzent
- 2003: Flight Girls
- 2008: Zeiten des Aufruhrs (Revolutionary Road)
- 2012: Zeit zu leben (People Like Us)
- 2013: Die Unfassbaren – Now You See Me (Now You See Me)
- 2016: Die Unfassbaren 2 (Now You See Me 2)